# (2259) Sofievka
(2259) Sofievka es un asteroide perteneciente al cinturón de asteroides descubierto el 19 de julio de 1971 por Bela Alekséyevna Burnasheva desde el Observatorio Astrofísico de Crimea en Naúchni.

## Designación y nombre
Sofievka fue designado al principio como 1971 OG. Más tarde se nombró por el jardín botánico ucraniano de Sofievka.

## Características orbitales
Sofievka está situado a una distancia media de 2,295 ua del Sol, pudiendo acercarse hasta 1,869 ua y alejarse hasta 2,721 ua. Tiene una inclinación orbital de 4,684° y una excentricidad de 0,1856. Emplea en completar una órbita alrededor del Sol 1270 días.